# ケダマ
ケダマは、2003年に発足した男女4人のメンバーで構成される、主にOHK岡山放送のイメージキャラクター「OH!くん」（おーくん）に関する音楽を製作するユニットである。OH!くんのアニメ制作にも携わっており、「OH!くんのOH!きな世界（OH!くんの項参照）」では声優（森川・後藤・ツキダの三人は本人役）で登場している。
「OH!くん」が登場する「OH!体操」（オーたいそう）から始まり、カバー曲なども合計すると、計35曲をリリースしている（2008年10月現在）。

## メンバー
- 石田康成（いしだ やすなり） - 作詞、ビデオクリップ担当。広島県出身（生まれは岡山県）。

表舞台に立たないメンバー。肖像も非公表。本人曰く、「3ない主義」を実行しているとのこと。
- 森川アキコ（もりかわ アキコ、1974年5月18日 - ） - ボーカル、コーラス担当。京都府出身。

1999年から2003年までサイクルズのボーカルとして活動（森川亜希子名義）。2003年のサイクルズ解散後にソロ活動を始める。
- 後藤耕太（ごとう こうた） - 作詞担当、バンマス。北海道出身。
- ツキダタダシ - 作曲、アレンジ、ギター、コーラス担当。大阪府出身。漢字では築田格と書く。作詞家、作曲家、編曲家としても活動。

## ディスコグラフィー
「OH!体操」、「はじまりの坂道」、「おおきな世界」内の9曲はOHK放送終了後のフィラーでエンドレスで流されている。
CD番号の初めがOHKMで始める物は、全て現在のOHKエンタープライズ(OHKの子会社。前会社名:OHKメディアサービス)からの発売である。
OH!体操
- 2003年8月9日発売。このCDのみ、ボーカルは杉村美奈。CD番号:OHKM-0001
  1. OH!体操
  2. 空はくるくる
  3. おやすみ
  4. OH!体操（カラオケ）

CD-Extra OH!体操(ビデオクリップ)
はじまりの坂道
- 2004年8月28日発売。このCDから、ボーカルが現メンバーの森川アキコに代わる。
  1. はじまりの坂道（2004年OHK「OH!援団」キャンペーンソング）
  2. 空はくるくる（カルテットバージョン）
  3. ちいさな絵本

CD-Extra はじまりの坂道（ビデオクリップ）
空はくるくるサンババージョン
- 2005年1月リリースの非売品。イベントなどで配布。

OH!Exercise
- OH!体操の英語版。2005年7月、非売品で販促品として配布。

おおきな世界
- 2005年9月16日発売
  1. おおきな世界
  2. いつもえがお
  3. 夢見るおじいちゃん

CD-Extra おおきな世界（ビデオクリップ）
君にメリークリスマス
- 2005年11月リリースの非売品。番組内プレゼントで配布。
  1. 君にメリークリスマス
  2. Jingle Bells
  3. Silent Night

ケダマだらけ
- 2007年8月18日発売。
  1. 月火水木金土日
  2. もしもし
  3. 太陽
  4. kyoto
  5. 10ヶ月
  6. canvas
  7. おやすみ

ラブリイ　エブリイ
- 2007年9月22日発売。生鮮＆業務スーパーエブリイのイメージソング。非売品。店内で放送される。
  1. ラブリイ エブリイ
  2. ラブリイ エブリイ ～ Xmasバージョン
  3. ラブリイ エブリイ ～ カラオケバージョン

おぉ牛乳!
- 2008年10月2日発売。オハヨー乳業「OH!牛乳」のイメージソング
  1. おぉ牛乳!
  2. ヨーグルト トルグーヨ
  3. おぉ牛乳!（カラオケ）
  4. ヨーグルト トルグーヨ（カラオケ）

あのうた このうた ケダマうた
- 2008年10月2日発売。ケダマの童謡カバー集
  1. どこかで春が
  2. 靴が鳴る
  3. かもめの水兵さん
  4. 浜辺の歌
  5. ずいずいずっころばし
  6. 七つの子
  7. 旅愁
  8. 通りゃんせ
  9. 雪
  10. 星かげさやかに

うたOH!（OH!くんベストアルバム。歌は全て森川アキコ）
- 2010年12月24日発売。CD番号:OHKM-0007
  1. ぼくらのうた（2011年OHK「つながるOHK」キャンペーンソング）
  2. 空はくるくる（森川アキコの歌による新録音版）
  3. 夢見るおじいちゃん
  4. おやすみ（森川アキコの歌による新録音版）
  5. はじまりの坂道
  6. OH!体操（森川アキコの歌による新録音版）
  7. OH!Exercise（OH!体操の英語版）
  8. いつもえがお
  9. おぉ牛乳!
  10. 君にメリークリスマス
  11. 旅に出よう
  12. ちいさな絵本
  13. おおきな世界
  14. 空はくるくる（サンババージョン）
  15. 空はくるくる（カルテットバージョン）
  16. Jingle Bells
  17. Silent Night

OH!体操2
- 2013年4月26日発売。CD番号:OHKM-0008
  1. OH!体操2
  2. OH!体操2（カラオケ）

さいしょに勇気!
- 2014年9月17日発売（iTunes Store等のネット・ダウンロードのみでの発売）。[注 1]
  1. さいしょに勇気!

OH！くんテーマソング集（デビュー20周年 Version）
- 2022年10月1日発売 ※配信限定

定額音楽配信サービス版DL版
※記載のない他のサイトでの配信もあり。